# Нове Росцишево
Нове Росцишево (пол. Nowe Rościszewo) — село в Польщі, у гміні Росьцишево Серпецького повіту Мазовецького воєводства.
Населення — 28 осіб (2011).
У 1975-1998 роках село належало до Плоцького воєводства.

## Демографія
Демографічна структура станом на 31 березня 2011 року:
|          | Загалом | Допрацездатний вік | Працездатний вік | Постпрацездатний вік |
| -------- | ------- | ------------------ | ---------------- | -------------------- |
| Чоловіки | 11      | 3                  | 6                | 2                    |
| Жінки    | 17      | 5                  | 7                | 5                    |
| Разом    | 28      | 8                  | 13               | 7                    |